# Rajm

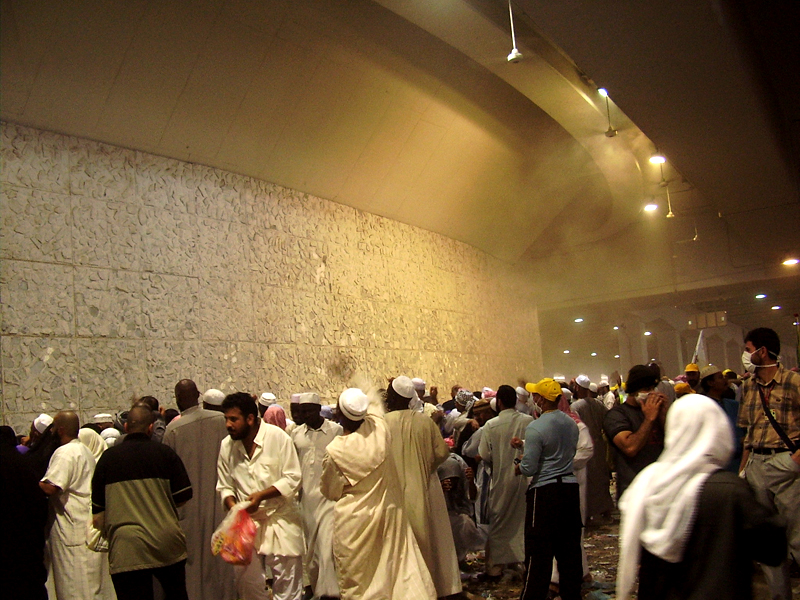
La lapidación es una costumbre que proviene del judaísmo y se transfirió al Islam.

Rajm (también transcrito como Rayam) es una palabra árabe que significa lapidación. Se usa comúnmente para el castigo en el que un grupo organizado lanza piedras a la persona condenada hasta matarla. Tradicionalmente se usa para casos de adulterio donde la condena se ha confirmado. El adulterio debe haber sido cometido por un hombre o una mujer casado con alguien que no está casado legalmente con éstos y debe haber una confesión de alguno de los que cometieron el adulterio o el testimonio de cuatro testigos (tal y como queda prescrito en el Surah an-Nur verso 4). Hay musulmanes que se muestran en desacuerdo con su legalidad, argumentando que este castigo no se encuentra indicado en el Corán. Sin embargo la Surah an-Nur trata el adulterio de los hombres y mujeres que no estén casados (visto como fornicación en la palabra árabe zina, aunque esta palabra describe ambos) y no prescribe el castigo hacia aquellos que cometieron adulterio casados.

## Contexto
En algunas escuelas de ley islámica el castigo por lapidación ha sido prescrito para aquellos hombres o mujeres que hayan cometido adulterio, seguido de una confesión o testimonio de cuatro testigos visuales. Esto no se basa en el Qur'an, sin embargo si se encuentra en el Hadith (e.g. Sahih Muslim 17:4191 - 4209 y 17:4916 & 17:4194). Las personas que acusen a una mujer de adulterio pero que no sean capaces de llevar a cuatro testigos, se considera que mienten y son castigados con 80 latigazos y no se consideran aceptables como testigos hasta que se arrepientan y reformen. El testimonio de aquellos que acusan a su propia esposa sin ningún otro testigo puede ser aceptado si ellos juran por Dios cuatro veces que están diciendo la verdad y un quinto juramento de que recibirán la condena de Dios si mienten. 
Los castigos por lapidación se siguen realizado en Nigeria y Somalia por crímenes de adulterio y sodomía.

## Opiniones
Existe un desacuerdo entre los estudiosos islámicos modernos sobre si debe aplicarse la lapidación por adulterio, mientras que existen textos religiosos que dan ejemplos con y sin lapidación. El Corán no prescribe la lapidación como castigo para ningún crimen, mencionando sólo los latigazos como castigo al adulterio. Sin embargo algunas escuelas mantienen que el castigo debe seguir los dictados que el Hadith estableció aunque en el Corán no se haga mención al mismo.